# رازبوینا (استان بورگاس)
رازبوینا (به بلغاری: Razboyna) یک منطقهٔ مسکونی در بلغارستان است که در Ruen واقع شده‌است.
 رازبوینا ۱۴٫۰ کیلومتر مربع مساحت و ۸۱۷ نفر جمعیت دارد.